# Hypocoela saturnina
Hypocoela saturnina là một loài bướm đêm trong họ Geometridae.